# Waxahachie
Waxahachie är en stad i den amerikanska delstaten Texas med en yta av 126,6 km² och en folkmängd som uppgår till 29 621 invånare (2010). Waxahachie är administrativ huvudort i Ellis County.

## Kända personer från Waxahachie
- Robert Benton, regissör och manusförfattare
- Tevin Campbell, musiker
- Emanuel Cleaver, politiker
- Morris Kirksey, friidrottare och rugbyspelare
- Byron Nelson, golfspelare